# چهاربخش
چهاربخش (فرانسوی: quatre communes) سنگال چهار شهر بزرگ مستعمراتی در  French، غرب آفریقا بودند. در سال ۱۸۴۸، جمهوری دوم فرانسه حقوق کامل شهروندی فرانسه را به ساکنان سن‌لوئی سنگال، داکار، Goree، و Rufisque تعمیم داد. در حالی که آن‌هایی که در این شهرها به دنیا آمده‌اند، از لحاظ فنی می‌توانند از حقوق شهروندان فرانسوی بهره‌مند شوند، موانع قانونی و اجتماعی اساسی مانع از اعمال کامل این حقوق شد، به خصوص توسط کسانی که به وسیله مقامات به عنوان «آفریقایی تمام‌عیار» دیده می‌شدند. بیشتر مردم آفریقایی این شهرها بومی نامیده می‌شدند، یعنی آفریقایی‌هایی که در این بخش‌ها متولد می‌شوند. آن اندک آفریقایی‌هایی که از چهار شهرداری توانستند تحصیلات عالی را دنبال کنند و تمایل داشتند از حمایت‌های قانونی خود دست بکشند، شهروندی کامل فرانسه را به دست آوردند. با وجود این چارچوب قانونی، هنوز با تبعیض اساسی در آفریقا روبه رو هستیم.
در ۲۷ آوریل ۱۸۴۸، پس از انقلاب فوریه سال ۱۸۴۸، قانونی برای انتخاب نماینده چهار شهرداری برای اولین باربه پارلمان فرانسه فرستاده شد؛ که بین ۳۰ اکتبر و ۲ نوامبر همان سال برگزار شد. در ۲ آوریل ۱۸۵۲ کرسی پارلمانی سنگال توسط ناپلئون سوم ملغی شد. پس از سقوط جمهوری دوم فرانسه دوباره به چهار شهرداری یک کرسی پارلمانی در ۱ فوریه ۱۸۷۱ میلادی توسط قانون اعطا شد. در ۳۰ دسامبر ۱۸۷۵، این کرسی دوباره ملغی شد، اما تنها برای چند سال، در ۸ آوریل ۱۸۷۹، تنها نماینده پارلمان از آفریقای جنوبی، صحرای آفریقا بود. تا اینکه جمهوری سوم در ۱۹۴۰سقوط کرد.
در آخر در سال ۱۹۱۶ تابعیت بومیان به رسمیت شناخته شد و به رسمیت شناختن کامل حق رایشان در حین حفظ حمایت‌های قانونی، اعطا شد. بلیز Diagne نخست‌وزیر پشت این تغییر بود و در سال ۱۹۱۴ اولین معاون آفریقایی بود که برای مجمع ملی (فرانسه)انتخاب شد. از آن زمان تا زمان استقلال در سال ۱۹۶۰، نمایندگان چهار شهرداری همیشه آفریقایی بودند و در خط مقدم مبارزه استعمارزدایی بودند.